# William Rootes
William Edward Rootes (17 de agosto de 1894 - 12 de diciembre de 1964) fue un fabricante británico de motores, fundador de la empresa automovilística que lleva su apellido, el Grupo Rootes. Durante la Segunda Guerra Mundial su empresa se dedicó a la fabricación de bombarderos, y tras la contienda, colaboró activamente en la reconstrucción de la ciudad de Coventry. También fue el artífice de la estrategia comercial de dedicar distintas marcas del mismo grupo para cubrir la demanda de diferentes sectores del mercado automovilístico. 

## Semblanza
William (Billy) Rootes nació en Goudhurst, Kent, en 1894. Era hijo de William Rootes sénior, dueño de un negocio de mecánica general situado en Goudhurst (que incluía un taller de bicicletas). Su padre, interesado por el motor de explosión, asistió en 1895 a una exhibición de automóviles organizada por Sir David Salomons en Royal Tunbridge Wells. Billy y su hermano Reginald (Reggie) compartieron el interés de su padre por la mecánica. En 1905, mientras sus padres estaban fuera, Billy llevó a Reggie a dar un paseo con el automóvil New Orleans de su padre. Desafortunadamente, acabó estrellándolo.
Asistió a la escuela Cranbrook, y al terminar sus estudios en 1909 fue aprendiz de la Singer Car Company. Su padre había trasladado el negocio familiar a Hawkhurst en aquella época, expandiéndolo al comercio de automóviles. Billy dejó Singer en 1913 para montar su propia agencia de venta de automóviles (fundando lo que se convertiría en el Grupo Rootes). Trasladó su negocio a Maidstone poco antes de la Primera Guerra Mundial, dedicándose su empresa al mantenimiento y la reparación de motores aeronáuticos durante la guerra.
Con unas grandes dotes para la mercadotecnia, William fue el artífice de la rápida expansión de su negocio de ventas de automóviles, con el que obtuvo grandes beneficios en muy poco tiempo. Viendo la oportunidad de introducirse directamente en el negocio de fabricación de automóviles para aumentar la rentabilidad de su empresa, aprovechó la crisis del período de entreguerras para hacerse con un conglomerado de marcas británicas, como Hillman, Humber, Singer, Sunbeam, Talbot, Commer y Karrier.
Durante la Segunda Guerra Mundial supervisó la fabricación masiva de aviones y motores, así como el suministro de vehículos militares y blindados de combate.
Fue nombrado caballero en 1942 por estos servicios y por organizar la reconstrucción de la ciudad de Coventry, terriblemente dañada por un bombardeo de saturación realizado por la Luftwaffe del 14 al 15 de noviembre de 1940. En la década de 1950, se convirtió en líder de la unidad de exportación de Gran Bretaña, y presidió un comité para fundar la Universidad de Warwick, con la misión de potenciar los vínculos académicos con la industria.

## Honores públicos
William y Reginald Rootes fueron nombrados caballeros en 1942 y 1946, respectivamente, por su trabajo en la creación de las factorías británicas en la sombra. William fue creado como barón en 1959, unos cinco años antes de que una nueva legislación decretara que los títulos de nueva creación ya no fueran heredables: su hijo mayor se convertiría en el segundo Barón Rootes a la muerte de William.

## Vida personal
Rootes se casó con su primera esposa, Nora Press, en 1916. El matrimonio tuvo dos hijos, William Geoffrey Rootes (1917-1992) que entre 1967 y 1973 fue presidente del negocio familiar (en ese momento una subsidiaria de Chrysler Corporation y rebautizada como Chrysler UK); y Brian Gordon Rootes (1919-1971), quien también ocupó una sucesión de altos cargos dentro de la compañía entre 1937 y 1967, interrumpidos por el período de servicio militar durante la Segunda Guerra Mundial.
En 1958, Rootes compró Ramsbury Manor, en Wiltshire.

## Muerte
William Rootes murió en 1964, sin poder ser nombrado como se había previsto primer canciller de la Universidad de Warwick. Allí es conmemorado por el Edificio Social Rootes, la Residencia Estudiantil Rootes, la tienda de comestibles Rootes y el Fondo Memorial Lord Rootes.